# سرگی دیومیدوف
سرگی دیومیدوف (روسی: Сергей Викторович Диомидов؛ ۹ ژوئیهٔ ۱۹۴۳ – ۱۰ مارس ۲۰۲۴) ژیمناست هنری اهل شوروی بود.
وی در مسابقات کشوری و بین‌المللی در مجموع برندهٔ ۱ مدال طلا، ۴ مدال نقره، ۵ مدال برنز شده‌است.